# Queckenberg (Ankumer Höhe)
Der Queckenberg ist mit 133,3 Metern einer der höchsten Berge der Ankumer Höhe, einem Endmoränenzug im niedersächsischen Landkreis Osnabrück.

## Geschichte
Am Queckenberg befindet sich das Großsteingrab Klein Bokern. Joseph Gauß nutzte vom Dörenberg aus den Queckenberg als einen Triangulationspunkt zur Vermessung des Königreichs Hannover.